# Eugerdella zenkevitschi
Eugerdella zenkevitschi là một loài chân đều trong họ Desmosomatidae. Loài này được Gurjanova miêu tả khoa học năm 1946.